# Lissonota trochanterator
Lissonota trochanterator là một loài tò vò trong họ Ichneumonidae.